# Rasmussen (chanteur)
Pour les articles homonymes, voir Rasmussen.
Jonas Flodager Rasmussen, ou plus simplement Rasmussen, né le 28 novembre 1985 à Viborg au Danemark, est un chanteur danois. Ayant gagné l'édition 2018 du Dansk Melodi Grand Prix, il représente son pays au Concours Eurovision de la chanson 2018 avec sa chanson Higher Ground.

## Biographie
Né dans la ville danoise de Viborg, il réside dans le village de Langå avec sa femme et ses deux enfants. Il a étudié la dramaturgie et la musique à l'Université d'Aarhus. Il chante ensuite dans le cover band Hair Metal Heröes. Il jouera par la suite dans plusieurs comédies musicales telles que Rent, West Side Story ou Les Misérables à Aarhus ou à Holstebro.
Il remporte le Dansk Melodi Grand Prix 2018 avec sa chanson Higher Ground, et représente alors le Danemark au Concours Eurovision de la chanson 2018. Il se classe 9e lors de la finale, avec 226 points.